# AU Microscopii
AU Microscopii (AU Mic / HD 197481 / GJ 803) es una estrella en la constelación de Microscopium que se encuentra a 32,4 años luz de distancia del sistema solar. De magnitud aparente +8,61, visualmente se encuentra al noroeste de α Microscopii, al suroeste de ω Capricorni, al sur de Dabih (β Capricorni) y al este de Askella (ζ Sagittarii).

## Características físicas
AU Microscopii es una enana roja de tipo espectral M1Ve con una temperatura efectiva de 3730 K.
Es una estrella joven de solo 12 millones de años de edad, menos del 1 % de la  del Sol.
Tiene solo la mitad de la masa del Sol y una décima parte de su luminosidad. Es miembro de la Asociación estelar de β Pictoris y, al igual que β Pictoris, se halla rodeada por un disco de polvo circunestelar.
Probablemente forma un sistema triple con la estrella binaria AT Microscopii, situada a solo 1,18 años luz.
AU Microscopii presenta una variación de brillo casi sinusoidal con un período de 4,865 días. No obstante, la amplitud de esta variación cambia lentamente con el tiempo; la variación en banda V era de 0,3 magnitudes en 1971, disminuyendo a 0,1 magnitudes para 1980.
Por otra parte, las observaciones de AU Microscopii en todo el espectro electromagnético han puesto de manifiesto que es una estrella fulgurante en todas las longitudes de onda comprendidas entre ondas de radio y rayos X.
Las fulguraciones de AU Microscopii fueron identificadas por vez primera en 1973.

## Disco circunestelar de polvo
AU Microscopii posee un disco circunestelar de polvo, orientado de perfil respecto al observador terrestre, cuyo radio es de al menos 200 UA.
La relación entre las masas del gas y del polvo en el disco no es superior a 6:1, muy por debajo del valor primordial asumido de 100:1, por lo que el disco es calificado como "pobre en gas".
Se estima que la masa del polvo visible en el disco es al menos equivalente a la masa de la Luna, mientras que los planetesimales más grandes que han producido el polvo deben terner una masa al menos seis veces mayor.
La distribución de energía espectral del disco en longitudes de onda submilimétricas indica la presencia de un agujero en el interior del disco que se extiende hasta 17 UA, mientras que las imágenes de luz dispersada estiman que el radio de dicho agujero es de 12 UA.
Por su parte, al combinar la distribución de energía espectral con el perfil de brillo superficial se obtiene un valor inferior para el radio del agujero interior, entre 1 y 10 UA.

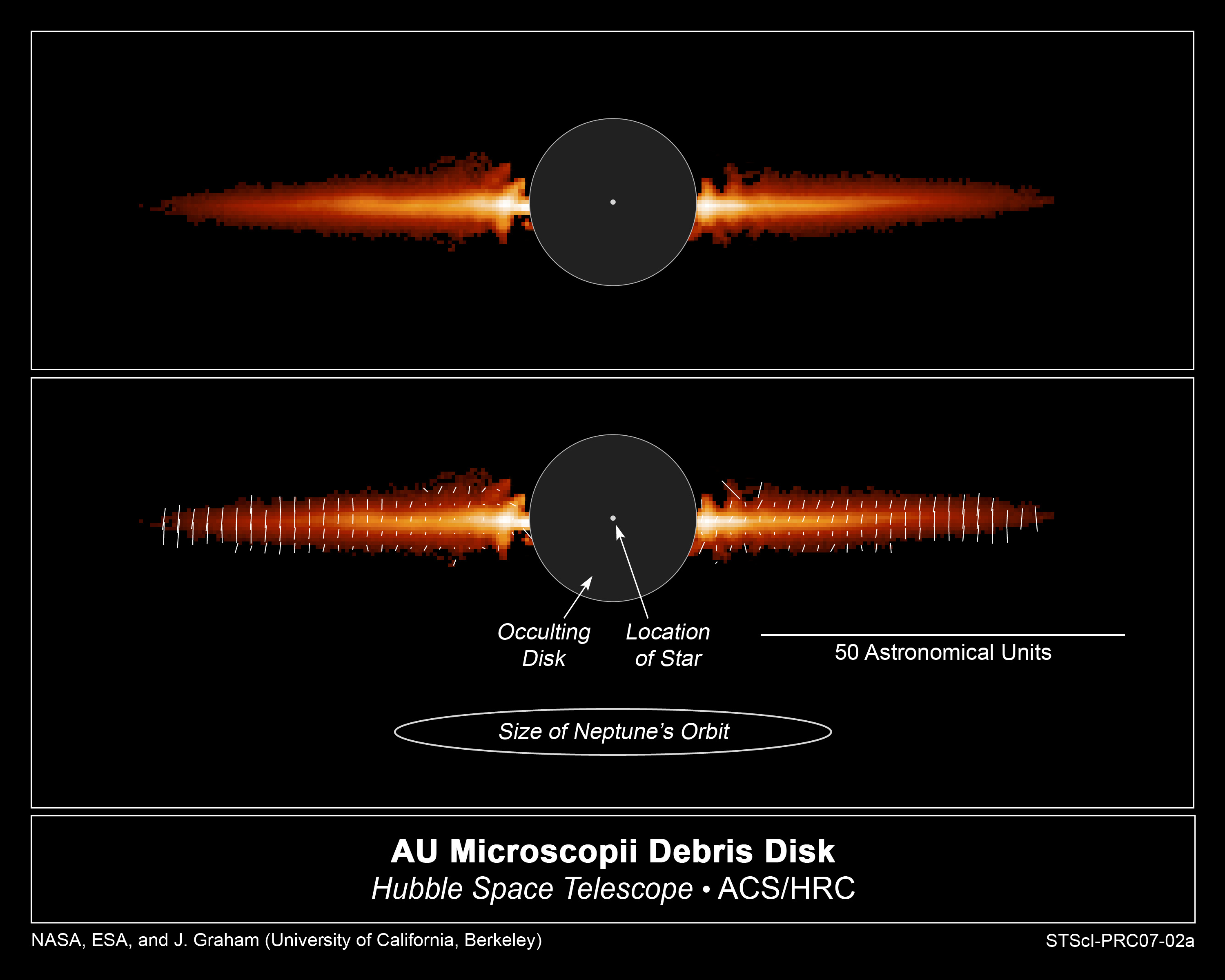
Imagen del disco circunestelar que rodea a AU Microscopii obtenida con el telescopio espacial Hubble.

La parte interior del disco es asimétrica y muestra una estructura en las 40 UA más interiores. Esta estructura interna ha sido comparada con la que podría esperarse si el disco se viese influenciado por cuerpos de mayor tamaño o si hubiese tenido lugar formación planetaria reciente.
La presencia del agujero interior, así como su estructura asimétrica, ha propiciado la búsqueda de planetas extrasolares en órbita alrededor de AU Microscopii, sin que hasta la fecha exista evidencia de su existencia.
Sin embargo, estudios basados en observaciones del telescopio espacial Hubble sostienen que el disco probablemente contiene embriones planetarios del tamaño de Plutón en crecimiento para formar cuerpos más grandes.
El brillo superficial del disco como función de la distancia proyectada b respecto a la estrella, muestra una forma característica. Así, las 15 UA interiores del disco parecen tener una densidad aproximadamente constante. A partir de b ≈ 15 UA, la densidad comienza a disminuir; al principio dicha disminución es lenta, de acuerdo a b -α —donde α ≈ 1,8— pero, a partir de b ≈ 43 UA, el brillo cae más abruptamente según b -α, siendo α ≈ 4,8.
El disco de polvo en torno a AU Microscopii ha sido estudiado en diversas longitudes de onda, permitiendo obtener distinta información sobre el mismo. En longitudes de onda visibles, la luz observada es la luz estelar dispersada por las partículas de polvo en nuestra línea de visión. Las observaciones en estas longitudes de onda utilizan un punto coronográfico para bloquear la luz que proviene directamente de la estrella, proporcionando imágenes del disco en alta resolución.
Dado que la dispersión es deficiente para la luz de longitud de onda más larga que el tamaño de los grano de polvo, la comparación entre imágenes a diferentes longitudes de onda —espectro visible e infrarrojo cercano, por ejemplo— da información sobre el tamaño de los granos de polvo que forman el disco.